# Хасим Рахман — Леннокс Льюис (ноябрь 2001)
Хасим Рахман — Леннокс Льюис (англ. Hasim Rahman vs. Lennox Lewis II) — боксёрский 12-раундовый поединок-реванш за титулы чемпиона мира по версиям WBC, IBF и IBO в тяжёлом весе, которые принадлежал Рахману. Поединок состоялся 17 ноября 2001 года на базе гостиничного развлекательного комплекса Mandalay Bay Resort & Casino (Лас-Вегас, США).
По ходу поединка доминировал Леннокс Льюис, и после третьего раунда на всех трёх судейских записках счёт 30:27 в его пользу. В 4-м раунде Льюис сумел несколько раз попасть по Рахману акцентированными ударами, вследствие которых тот оказался в нокауте.